# Helvetoglobotruncaninae
Helvetoglobotruncaninae es una subfamilia de foraminíferos planctónicos de la familia Hedbergellidae, de la superfamilia Rotaliporoidea, del suborden Globigerinina y del orden Globigerinida. Su rango cronoestratigráfico abarca desde el Cenomaniense hasta el Santoniense (Cretácico superior).

## Discusión
Clasificaciones posteriores han incluido Helvetoglobotruncaninae en la familia Globotruncanellidae y en superfamilia Globigerinoidea.

## Clasificación
Helvetoglobotruncaninae incluye a los siguientes géneros:
- Concavatotruncana †, también considerado en la subfamilia Concavatotruncaninae
- Helvetoglobotruncana †

Otros géneros considerados en Helvetoglobotruncaninae son:
- Angulocarinella †
- Globocarinata †, también considerado en la subfamilia Concavatotruncaninae
- Unitruncatus †
- Verotruncana †, también considerado en la subfamilia Concavatotruncaninae